# مرغ تقلیدگر نوارسفید

مرغ تقلیدگر نوارسفید (نام علمی: Mimus triurus) گونه‌ای پرنده از تیرهٔ مقلدمرغان (Mimidae) است. این پرنده در آرژانتین، بولیوی، برزیل، شیلی، پاراگوئه و اروگوئه یافت می‌شود.